# Flo Fox
Flo Fox (/floʊ fɒks/; roz. Florence Blossom Fox, 26. září 1945 – 2. března 2025) byla americká pouliční fotografka. Ve věku 30 let byla Fox diagnostikována roztroušená skleróza a pokračovala v práci fotografky, přestože byla zcela ochrnutá, protože pro ni obsluha, přátelé a cizí lidé fotografovali fotoaparátem s automatickým ostřením.

## Životopis

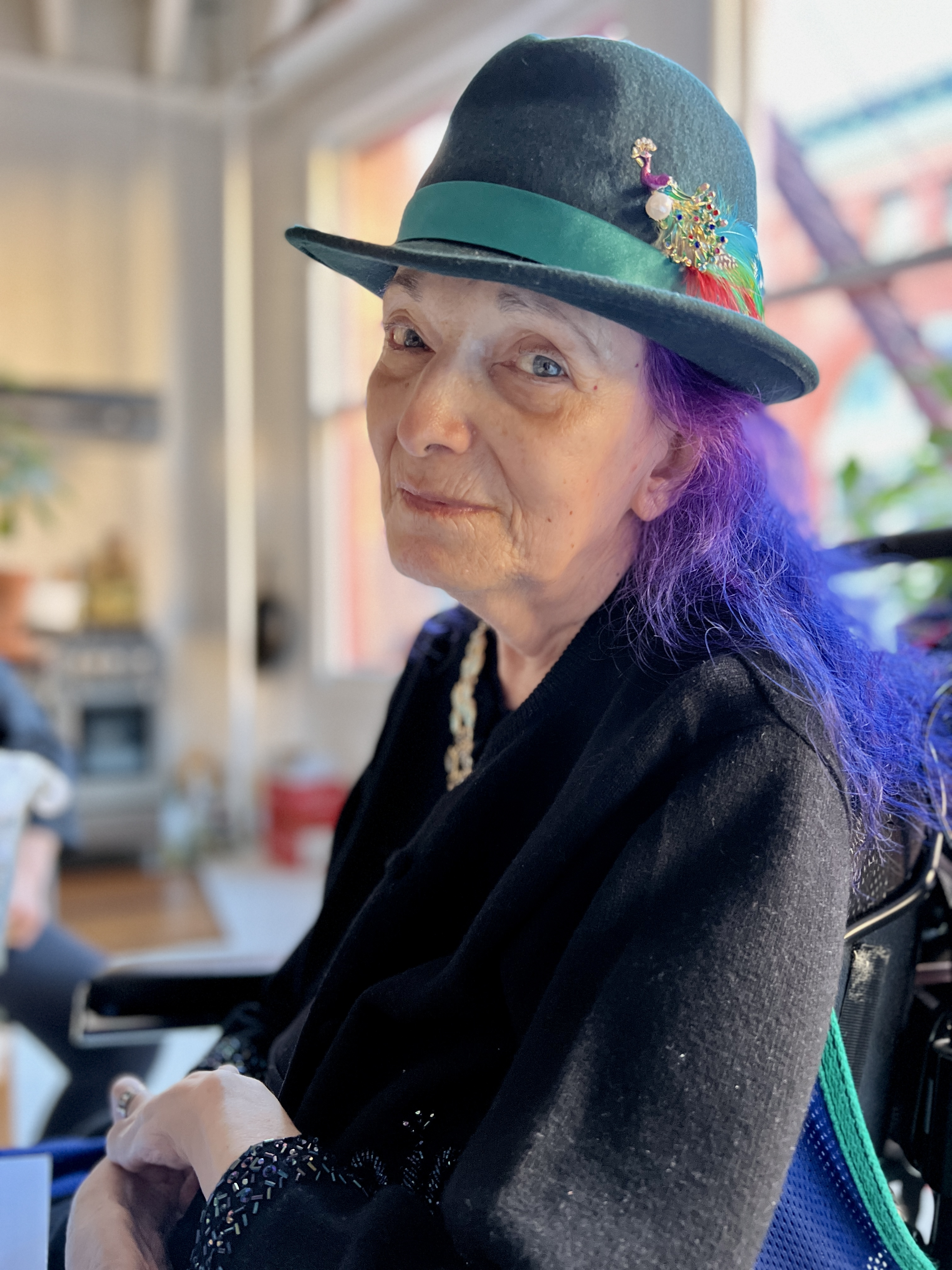
Flo Fox v roce 2022, foto Gigi Stoll

Fox se narodila v Woodside, New York. Během své kariéry a s archivem více než 130 000 děl fotografovala různá témata v New Yorku. Její práce se nachází ve stálé sbírce Brooklynského muzea a Smithsonova institutu. Časopis Foxové, Ironic Reality, byl vydán nakladatelstvím Dashwood Books v roce 2023. Její snímky se objevily v časopisu Life, New York Magazine a byly vystaveny v Paříži, Londýně, Barceloně a Mexiku. Fox se také zúčastnila několika talk show, včetně Regise a Kathy Lee a Toma Snydera. Fotograf Richard Young připsal autorce zásluhu za to, že „[mu] dodala sebevědomí, aby vzal do ruky fotoaparát“.
Během časných osmdesátých let hostila vlastní show s názvem Foto Flo Show, kde vedla rozhovory s dalšími fotografy, jako jsou Ruth Orkin a Ralph Gibson, o jejich práci a jejich tvůrčích metodách. Riley Hooper natočila krátký dokumentární film Flo, který byl uveden v The New York Times v roce 2013.
Fox byla obhájkyní zdravotního postižení a vedla kurzy fotografie pro nevidomé a zrakově postižené studenty v Lighthouse for the Blind. Navzdory slepotě, roztroušené skleróze a rakovině plic pokračovala ve fotografování ulic New Yorku. Fox se také krátce objevila jako ona sama v dokumentu z roku 2010 Joan Rivers: A Piece of Work.
Fox zemřela ve svém domě 2. března 2025 ve věku 79 let.